# Сиропиталището
„Сиропиталището“ (на испански: El orfanato) е испански филм на ужасите от 2007 г. на режисьора Хуан Антонио Бейона (в режисьорския му дебют), по сценарий на Серхио Санчез, който е написал сценария през 1996 г. Във филма участват Белен Руеда, Фернандо Кайо, Роджър Принцеп, Мейбъл Ривиера, Монсерат Карула, Андрес Гертрудикс, Едгар Вивар и Джералдин Чаплин.